# 皮爾斯製造

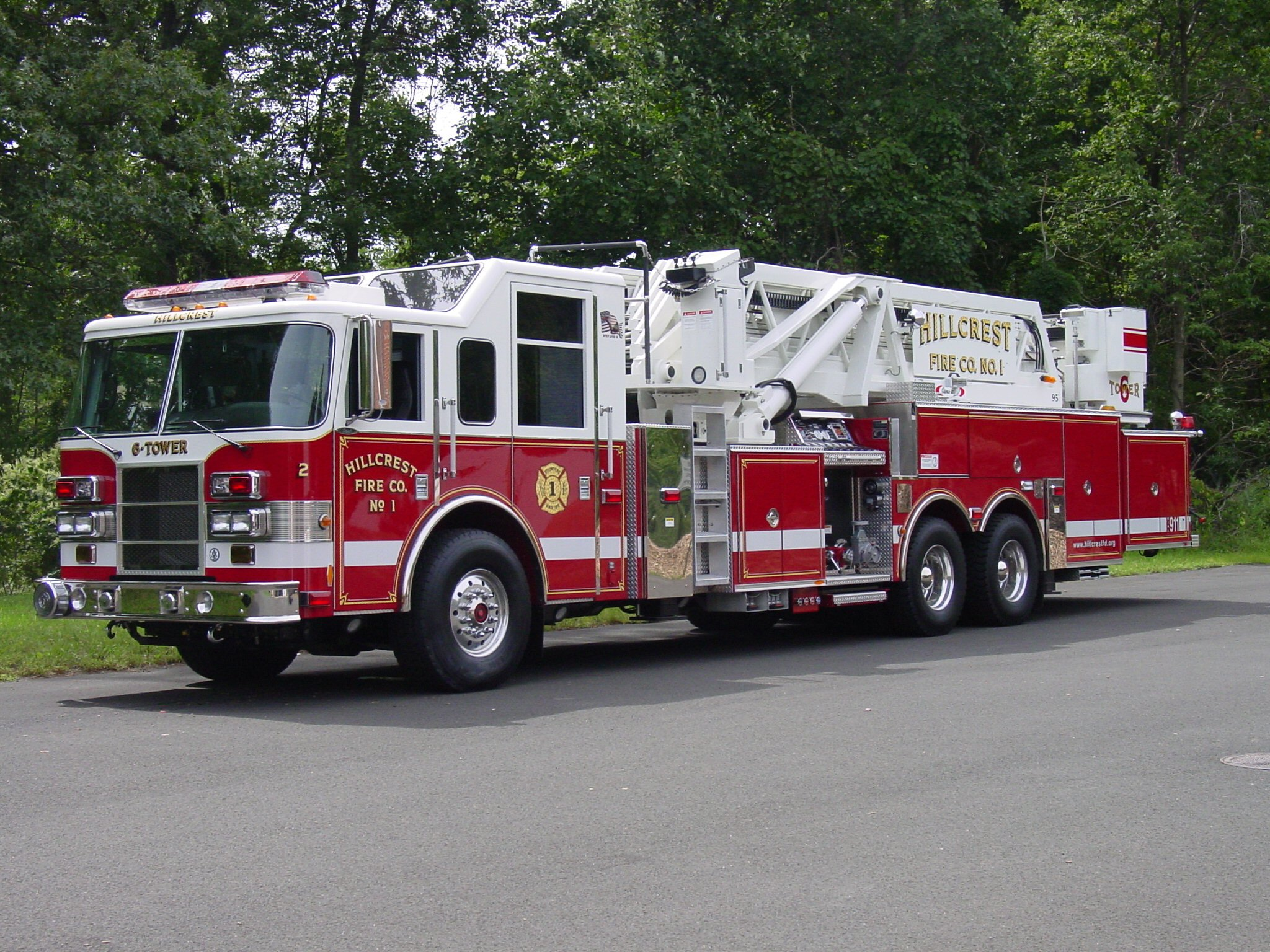
一輛隸屬於紐約州羅克蘭郡消防隊的皮爾斯Dash 2000型雲梯車

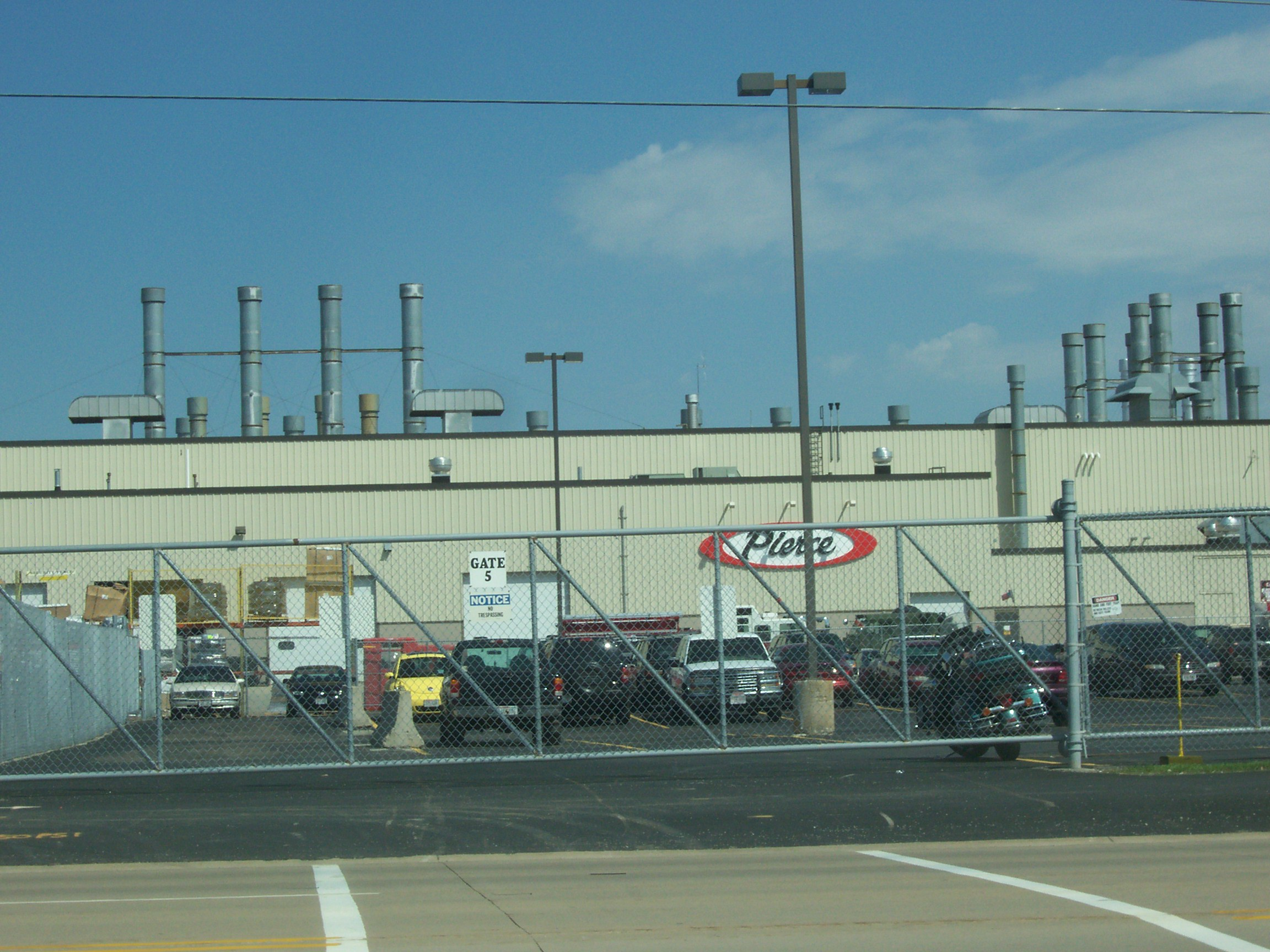
皮爾斯製造廠

皮爾斯製造公司（Pierce Manufacturing）是一家以製造客制化消防車輛而知名的美國卡車生產商，總公司設於威斯康辛州艾波頓（Appleton, WI），是民用與軍用卡車製造商奧什科什公司（Oshkosh Corp.）的全資子公司。
皮爾斯製造的前身，是車廠創始人亨佛萊·皮爾斯（Humphrey Pierce）與其子杜德雷（Dudley）在1913年時創立的車體製造廠（Auto Body Works）。車廠創立初期，他們主要是利用福特T型車與一噸卡車的底盤為基礎，替客戶改裝成客制化的卡車或巴士車身，直到1940年時，才開始嘗試利用商用車輛底盤打造消防車。1996年時，另一家同樣發跡於威斯康辛州的卡車製造商、奧什科什購併了皮爾斯，成為美國最大的卡車製造商。
皮爾斯製造的消防車生產量居全美第一。除了來自美國國內各地消防隊的訂單外，該公司也在2010年時將銷售觸角延伸至亞洲，首度接獲來自中國江蘇省南京市消防單位的採購訂單。

## 外部連結
- 皮爾斯製造官方網站 （页面存档备份，存于）（英文）